# گارگین آقبالیان
گارگین هاکوبی آقبالیان (ارمنی: Գարեգին Հակոբի Աղբալյան؛  زادهٔ ۶ مهٔ ۱۹۰۲ - درگذشته ۲۹ ژوئیهٔ ۱۹۷۲) روان‌پزشک، فعال اهل ارمنستان بود.

## زندگی‌نامه
وی در ۶ مهٔ ۱۹۰۲ در آیگستان به دنیا آمد و از دانشگاه دولتی ایروان فارغ‌التحصیل گشت. همچنین برندهٔ جوایزی همچون نشان پرچم سرخ کار، نشان ستاره سرخ و پزشک شایسته ارمنستان شوروی (۱۹۶۱) شده است. وی در ۲۹ ژوئیهٔ ۱۹۷۲ در سن ۷۰ سالگی در مسکو درگذشت و در آرامستان مرکزی ایروان (توخماخ) به خاک سپرده شد.